# BT Group

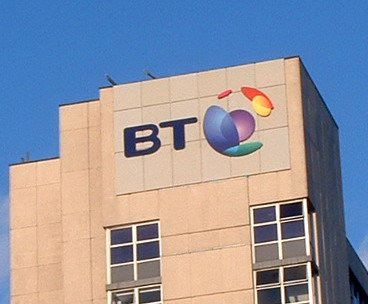
BT-logo 2003-2019

BT Group plc (het voormalige British Telecom) is een grote aanbieder van telecommunicatiediensten met het Verenigd Koninkrijk als thuismarkt.

## Activiteiten
BT Group levert een breed pakket van telecommunicatiediensten via de kabel en de ether. In totaal heeft het bedrijf zo'n 26 miljoen klanten. In het Verenigd Koninkrijk heeft het 5G-netwerk een dekking van 75% en het 4G-netwerk zit hoger op 99%. Ongeveer 40% van alle huishoudens heeft een BT kabel aansluiting of een mogelijkheid daartoe.
De gemiddelde omzet van het bedrijf was ongeveer £ 21 miljard in de vijf boekjaren 2019 tot en met 2024.
Bij BT Group werkten in 2023 ongeveer 94.000 werknemers, waarvan 20.000 in het buitenland.
Het bedrijf heeft een gebroken boekjaar dat stopt per 31 maart.

## Geschiedenis
BT is het oudste telecommunicatiebedrijf ter wereld. De oudste voorloper van het bedrijf, Electric Telegraph Company, werd in 1846 opgericht. Meerdere telecommunicatiebedrijven volgden, maar na een langdurig proces van fusies en faillissementen kwam alle bedrijven in 1912 samen in het staatsbedrijf van het postkantoor. In oktober 1969 werd het bedrijf enigszins op afstand geplaatst, het werd een vennootschap met als enige aandeelhouder het Ministerie van Industrie. In 1981 besloot de Britse regering het monopolie op de telecommunicatiediensten op te heffen, waardoor concurrenten een kans kregen op de markt. In de regeerperiode van Margaret Thatcher werd in november 1984 het bedrijf geprivatiseerd en werd onder de naam Brits Telecommunicatie plc naar de beurs gebracht. Iets meer dan drie miljard aandelen werden toen verkocht tegen een prijs van 130 pence. In november 1991 volgde een tweede pakket aandelen en in juli 1993 werden de laatste aandelen verkocht. Dit leverde de staat in totaal zo'n £ 14 miljard op.
In juni 1994 besloten BT en het Amerikaanse bedrijf MCI Communications een joint venture op te richten, Concert Communications Services. Doel van de joint venture was een wereldwijde service aan multinationale ondernemingen. In november 1996 besloten de twee te fuseren, BT deed een bod op MCI Communications maar uiteindelijk ging de transactie niet door. BT verkocht het aandelenpakket in MCI aan WorldCom in 1998 voor £ 4,1 miljard. Wel kreeg BT 100% van de aandelen Concert Communications Services in handen.
BT had nog altijd een zwakke marktpositie in Noord-Amerika en AT&T werd een nieuwe partner voor Concert Communications Services in 1994. Het was geen succesvolle samenwerking, Concert werd niet winstgevend en in 2000 besloten de twee de samenwerking te staken. In 2001 werd Concert gesplitst, AT&T nam de activiteiten in Noord-Amerika en Azië over en de rest ging voor US$ 400 miljoen naar BT.
In 1997 vormde BT samen met de Nederlandse Spoorwegen de joint venture Telfort. Telfort leverde naast datanetwerken een volledige portfolio van telecommunicatiediensten, zoals spraak, data/IP-internet en e-business aan zakelijke klanten. In april 2000 nam BT Telfort volledig over; in oktober 2005 werd Telfort overgenomen door KPN.
In 2001 had BT een schuld van £ 30 miljard, mede door hoge uitgaven voor de koop van licenties voor mobiele netwerken. Om de schulden te reduceren werd een 17,8% belang in het Spaanse Airtel verkocht en ook het minderheidsbelang in Japan Telecom en J-Phone. Dit bracht tezamen zo'n £ 4,5 miljard op. Van 2002 tot juni 2008 was de Nederlander Ben Verwaayen, voormalig bestuurder bij KPN en Lucent Technologies, bestuursvoorzitter van BT.
In augustus 2024 werd Bharti Televentures UK, een volledige dochteronderneming van het Indiase bedrijf Bharti Global, een grootaandeelhouder in het bedrijf na een overeenkomst van Altice UK om het aandelenbelang van 24,5% over te nemen. Bharti neemt direct een belang van 9,99% over en zal nog eens 14,51% kopen zodra de toezichthouder heeft ingestemd. Altice UK kampt met hoge schulden waardoor het belang te koop is gezet. Altice UK kocht in juni 2021 een belang van 12%, dit werd nog hetzelfde jaar verhoogd naar 18% en in 2023 werd het laatste pakket gekocht waarmee het belang op 24,5% uitkwam.
Aberdeen Asset Management · Admiral Group · Aggreko · AMEC · Anglo American · Antofagasta · ARM Holdings · Associated British Foods · AstraZeneca · Aviva · Babcock International · BAE Systems · Barclays · BG Group · BHP Billiton · BP · British American Tobacco · British Land Company · Sky · BT Group · Bunzl · Burberry · Capita Group · Carnival · Centrica · Compass Group · CRH · Croda International · Diageo · easyJet · Eurasian Natural Resources Corporation · Experian · Fresnillo · G4S · GKN · GlaxoSmithKline · Glencore · Hammerson · Hargreaves Lansdown · HSBC · IMI · Imperial Brands · International Airlines Group · InterContinental Hotels Group · Intertek Group · ITV · Johnson Matthey · Kingfisher · Land Securities Group · Legal & General · Lloyds Banking Group · London Stock Exchange Group · Marks & Spencer · Meggitt · Melrose · Wm Morrison Supermarkets · National Grid · Next · Old Mutual · Pearson · Persimmon · Petrofac · Prudential · Randgold Resources · Reckitt Benckiser · RELX · Resolution · Rexam · Rio Tinto Group · Rolls-Royce Group · Royal Bank of Scotland Group · RSA Insurance Group · SABMiller · Sage Group · J Sainsbury · Schroders · Scottish and Southern Energy · Serco Group · Severn Trent · Shell · Shire · Smith & Nephew · Smiths Group · Standard Chartered · Standard Life · Tate & Lyle · Tesco · Travis Perkins · TUI Travel · Tullow Oil · Unilever · United Utilities · Vedanta Resources · Vodafone · Weir Group · Whitbread · William Hill · Wolseley · Wood Group · WPP Group